# Archidendron lucidum
Archidendron lucidum är en ärtväxtart som först beskrevs av George Bentham, och fick sitt nu gällande namn av Ivan Christian Nielsen. Archidendron lucidum ingår i släktet Archidendron och familjen ärtväxter. Inga underarter finns listade i Catalogue of Life.